# Luísa Toller
Luísa Toller é cantora, compositora, pianista, professora, preparadora vocal e ativista. É conhecida por ter composto vários webhits feministas.

## Biografia
Luísa nasceu no Rio de Janeiro, tendo vivido em Belo Horizonte e, atualmente, em São Paulo. Teve contato com a música desde criança, por influência familiar. Desde adolescente, cantava em bares e dava aulas de canto. É formada em música (piano) pela Universidade de Campinas, com especialização em canção na Faculdade Santa Marcelina e mestrado em Sonologia pela USP.
Já participou de vários grupos musicais, tendo fortes influências do samba, choro e do fado, e se apresentou em festivais como a Virada Cultural em São Paulo e interior paulista, Festivais de Inverno e no Jazz a la Calle em Mercedes, Uruguai, além de várias apresentações pelo Brasil e em teatros importantes da cena cultural de São Paulo.
Entre 2009 e 2011, cantou ao lado Lívia Nestrovski no espetáculo Clara Crocodilo, de Arrigo Barnabé.
É integrante do trio Bolerinho (formado com Maria Beraldo e Marina Bastos); Casa7; Meia Dúzia de 3 ou 4; e do grupo vocal feminino Vozeiral.
Junto do Vozeiral, Luísa foi premiada por suas composições por três anos consecutivos no tradicional concurso de marchinhas do bloco carnavalesco paulistano “Nóis Trupica Mais Não Cai”: em 2017 com “Mulheres na Marcha”, em 2018 com “Chiquinha Toca Uma” e, em 2019, com “Tomara que caia”, cujo vídeo viralizou nas redes sociais . As três canções tiveram repercussão expressiva na imprensa por suas abordagens feministas, rendendo ao grupo convites para apresentações em Sescs, entrevistas, teatros públicos e festivais como o “Arte na Rua”, evento com participação 100% feminina organizado pela TV Globo.  Outra marchinha de Luísa que viralizou nas redes foi a "Mãe na Pandemia", gravada por Júlia Tizumba. 
Participou como arranjadora vocal e preparadora e nos discos de Mariana Furquim , Maria Ó, Abacaxepa, Felipe Bemol, entre outros. 
Como compositora, também já fez trilhas sonoras e jingles, com destaque para seu trabalho para candidatas mulheres de esquerda, como a deputada Federal Sâmia Bomfim (PSOL), e para mandatos coletivos.
Ainda em seu trabalho como ativista feminista, é colunista da revista AzMina e escreveu em sua dissertação de mestrado “um estudo feminista sobre as cantoras da Vanguarda Paulista”.

## Discografia
Em 2022, depois de já ter gravados dezenas de discos em projetos coletivos e junto a outros artistas, lançou seu primeiro disco autoral, intitulado “Mulher Bomba”, em referência ao single lançado previamente, em parceria com a escritora, atriz e slammer Luiza Romão.
O disco traz 8 canções inéditas de composições suas com algumas parceiros, como o pianista Jonatan Brasileiro, na canção “E você, Cade?” e Bruna Alimonda (Abacaxepa) em “Bem amado”. Em seu espetáculo, também apresenta a parceria inédita com Gregório Duvivier no poema “Soneto distraído" .